# Fred Gage
 (juillet 2017).
Fred "Rusty" Gage, né le 5 octobre 1950 à Portsmouth en Virginie, est professeur dans le laboratoire de génétique de l'Institut Salk. Il se concentre sur le système nerveux central des adultes et sur la plasticité et l'adaptabilité à la vie de tous les mammifères. Son travail peut conduire à des méthodes de remplacement de tissu cérébral perdu à la suite d'un AVC ou de la maladie d'Alzheimer et à la réparation des moelles épinières endommagées par traumatisme. Il est élu président de la ISSCR (en) (en français « Société Internationale de Recherche sur les Cellules souches ») en 2012.
En 1998, Fred Gage (études biologiques à l'Institut Salk, La Jolla, Californie) et Peter Eriksson (en) (hôpital universitaire Sahlgrenska, Göteborg, Suède) ont découvert que le cerveau humain produit de nouvelles cellules nerveuses à l'âge adulte. Jusque-là, il était supposé que les êtres humains naissaient avec un nombre de cellules nerveuses qu'ils garderaient toute leur vie.
En octobre 2004, il participe à la XIIe conférence du Mind and Life Institute à Dharamsala en Inde, ayant pour thème la neuroplasticité,,. 
Le laboratoire de Gage a montré que le nombre de cellules nerveuses des êtres humains augmente tout au long de la vie. De petites populations de cellules nerveuses immatures se trouvent dans le cerveau adulte des mammifères, et Gage travaille à comprendre comment ces cellules peuvent être amenées à devenir des cellules nerveuses matures. Son équipe étudie comment ces cellules peuvent être transplantées dans le cerveau et la moelle épinière. Ils ont montré que l'exercice physique peut stimuler la croissance de nouvelles cellules du cerveau dans l'hippocampe, une structure du cerveau qui est importante pour l'entretien de la mémoire. En outre, son équipe étudie les mécanismes moléculaires sous-jacents qui sont essentiels à la naissance de nouvelles cellules cérébrales, travail qui peut conduire à de nouveaux traitements pour les maladies neurodégénératives.
Enfin, son laboratoire étudie la mosaïque génomique qui existe dans le cerveau à la suite de "gènes sauteurs", éléments mobiles et les dommages à l'ADN provoqués au cours de la vie. Plus précisément, il est intéressé par la façon dont cette mosaïque peut conduire à la différence de fonctionnement du cerveau entre individus.

## Éducation
Dr. Gage est diplômé de l'école secondaire St. Stephen à Rome, en Italie en 1968 et est titulaire d'un baccalauréat universitaire ès sciences obtenu à l'université de Floride et d'un doctorat obtenu à l'Université Johns Hopkins. Il réalise une étude post-doctorale à l'université de Lund en Suède, sous la direction du pionnier de la transplantation intracérébrale de cellules Anders Björklund (en). Il est membre aux États-Unis du Science Advisory Board of the Genetics Policy Institute (en français littéralement : Conseil Consultatif des Sciences de l'Institut Politique de Génétique).

## Prix et distinctions
- Charles A. Dana Award for Pioneering Achievements in Health and Education, 1993
- Christopher Reeve Research Medal, 1997
- Max Planck Research Prize, 1999
- President, Society for Neuroscience, 2001
- National Academy of Sciences, 2003
- IPSEN Prize for Neuroplasticity
- Metropolitan Life Research Award
- Keio Medical Science Prize, 2008